# ステーションソング
ステーションソング（Station Song）とは、放送局のイメージソングのこと。本項では、特記しない限り、日本の民間放送について記す。

## 概要
日本で民間ラジオ放送が開始した当時から、放送開始・終了時などにインターバル・シグナルとしてオリジナルの楽曲を流すところはあったが、歌詞付きのイメージソングとしては、1961年に野坂昭如・いずみたくのコンビで作られたOBCラジオ大阪の『ラジオ大阪の歌（通称：OBCソング）』が最初とされる。程無く、同じコンビで文化放送の『QRソング』も世に出た。その後、節目において記念で作られたイメージソングが、そのままステーションソングとして定着するものも現れた。
現在、放送の24時間化もあって、これらのステーションソングを聴く機会は少なくなっている。

## 一覧
※は、現在放送開始・終了時に流されているもの。

### ラ・テ兼営局
- 青森放送の歌（青森放送、テレビのみで、日本テレビの歌のアレンジ版）
- TBCの歌（東北放送）
- 新潟放送の歌（新潟放送）
- いつもあなたと（新潟放送、ラジオのみ）
- ※MROの歌（北陸放送、ラジオのみ）
- 箱根越えたら（静岡放送、ラジオのみ。出演者にも随時歌わせる）
- ※きこうABC（朝日放送、朝日放送ラジオの日曜深夜の放送終了時にメロディーのオルゴールが流れる）
- 朝日放送の歌 （朝日放送）
- ラジオの気持ち（RSK山陽放送、森山良子が歌っている。テレビで朝の放送開始直後の番組の題名でもあり、テレビ放送の天気予報の番組でBGMとしても使用しており、ラジオで平日の17時56分～18時0分の時報ギリギリまでの時間に放送されている）
- 山口放送愛唱歌（山口放送、以前はテレビ・ラジオの放送開始時に流されていた）
- 山口放送イメージソング(山口放送 創業30周年記念で社歌·愛唱歌と共に製作。歌詞は4番まであり。1番「KRYおはよう」 2番「KRYさわやか」 3番「KRYカンパーイ」は一時期テレビ·ラジオの時報前などで短縮バージョンが流れていた…テレビ15秒·ラジオ20秒。4番「KRYおやすみ」は一時期テレビ·ラジオの放送終了時にフルで流されていた。)
- 四国放送の歌（四国放送）
- ※南海放送の歌（南海放送）
- ※みんなの南海放送（南海放送）
- みどりの周波数（熊本放送）
- ※RBCソング（琉球放送）

### 中波ラジオ局
- YOU ARE NOT ALONE→きいたら、ききたい→聞けば見えてくる（TBSラジオ）
- QRソング（文化放送）：2015年12月6日の放送終了を持って使用を停止、翌7日の放送開始より浅川真洋作曲の新ステーションサウンドを使用。2021年3月29日からは翌2022年の開局70周年に合わせた浅川編曲版を新ステーションサウンドと併用している（放送開始・終了時は新ステーションサウンドを使用）。
- 東海ラジオの歌（長年に渡り日曜深夜の放送終了時にメロディーのみが流れていたが、2022年10月からは別の曲が使用されている。）
- ※ラジオ大阪の歌（ラジオ大阪）
- ※海の見える放送局（ラジオ関西、愛称を社名に復題後メロディーのインストゥルメンタルが開始・終了時に流れる）

### テレビ局
- ともだっちのうたシリーズ（北海道文化放送）
- デジタル7チャンのうた（テレビ北海道）
- AKTソング（秋田テレビ、地上デジタル放送開始の際に復活した）
- 仙台放送の歌（仙台放送）
- ミテのうた（ミヤギテレビ）
- ※一瞬一秒の君（テレビユー山形）
- ※BIGSKY（福島放送）
- FCTソング→空になる（福島中央テレビ）
- ※福島テレビの歌（福島テレビ）
- 愛のメッセージ（フジテレビ、1970年代後半）
- テレビ朝日の歌（「NET日本教育テレビ」からの社名変更前のキャンペーンソングとして。その後は放送開始・終了時に放送されていた）
- 日本テレビの歌（日本テレビ、日本テレビ系列の地方局である青森放送、日本海テレビの2局でこの歌のアレンジ版が使われている）
- Yes My Song→手と手と手とTeNY（テレビ新潟）
- いとしのキャサリン→※笑顔のつながり〜YOU&ME&UX（新潟テレビ21）
- ※テレビ信州の歌「みつめあえばそこに」（公式の社歌としても扱われている）
- 愛をみつめて（長野朝日放送）（公式の社歌としても扱われている）
- ※てのひらに風の色（テレビ金沢）
- 楽しい1チャンネル（東海テレビ、1960年代）
- みんなの太陽（サンテレビ）
- 日本海テレビの歌（日本海テレビジョン放送、日本テレビの歌のアレンジ版）
- いっちゃんのうた（日本海テレビジョン放送）
- いつでもいっしょ　ね!　ななちゃん（テレビせとうち）
- もしもひろしまに→テレビ新ヒーロー（テレビ新広島）
- ※TYSソング（テレビ山口）
- 心に翼をつけよう→FANTASTIC VISION（テレビ西日本）
- ※きょう熱くライブ（熊本県民テレビ）
- 輝きに向けて（鹿児島放送）

### その他
歌詞や題名がないなどの理由で厳密には分類できないものの、ステーションソングに類似するものとして列挙すべきオリジナル楽曲をここに纏めた。
- ウポポ（北海道放送、ラジオ。放送終了時に長らく流され、2020年の本社移転前最後の楽曲としてもかけられた。伊福部昭作曲）
- ※Music in the air!（毎日放送、主にテレビ。アルフレッド・リードが作曲）
- OTVシグナルミュージック（朝日放送。テレビの前身、大阪テレビ放送(OTV)のために制作された曲で、開局の1956年から朝日放送へ合併後の1990年3月31日まで使用された後、ラジオのオープニングで2014年8月より使用。服部良一作曲）
- 1954年の開局当時に収録されたチューブラー・ベルと琴の演奏（ラジオたんぱ→日経ラジオ社。主に放送開始時。石井歓作曲）
- 鳩の休日（日本テレビ。1953年8月28日の開局時に最初に流れた映像で、その後2000年まで継続して使用された後、2008年から2014年にかけて新規制作されたバージョンが使用された。深井史郎作曲）
- L'Oiseau Bleu、Beautifil Day（NST新潟総合テレビ、オープニング・クロージング、APM Music社のサイトで試聴できる。）
- ※Across The View（J-WAVE。開局時から現在に至るまで放送終了時に流されている他、試験放送・本放送・送信所移転後のそれぞれ最初など、重要な事象の際にも必ずかけられている。リチャード・バーマー作曲）
- The Switch Is On（FM802。「The Heat Is On／グレン・フライ」の替え歌であり、開局時から現在に至るまで放送開始時に流されている。）